# Chiesa di Santa Maria in Campo Carleo
La chiesa di Santa Maria in Campo Carleo è una chiesa scomparsa di Roma, nel rione Monti; era all'angolo dell'antica via Alessandrina con la strada dei Conti, una via che portava a piazza del Grillo. La chiesa era dedicata a Nostra Signora della Concezione.
Fu demolita nel 1864, assieme a tutti gli edifici che erano su via Alessandrina, durante le prime fasi del processo di bonifica dell'area dei fori imperiali.

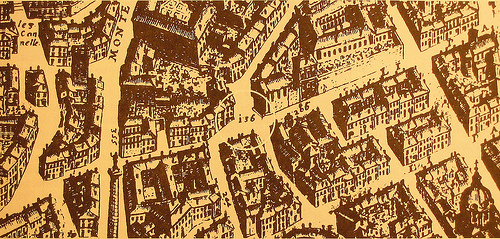
Largo di Campo Carleo nel 1676. Nota che i Mercati di Traiano, che erano in alto e a destra erano completamente coperti dagli edifici medievali. Santa Maria è al centro (136) e Sant'Urbano a Campo Carleo è sul lato, in via Alessandrina (266).

## Storia
Santa Maria era una parrocchia abbastanza antica, ma la prima menzione inequivocabile di essa è nel Catalogo di Torino (ca. 1320), con il nome de "Santa Maria appresso Sant'Urbano", un riferimento alla chiesa di Sant'Urbano a Campo Carleo, che si trovava nelle vicinanze e che fu demolita nel 1934.
Potrebbe anche essere una chiesa menzionata come "Santa Maria di Keloleo" intorno all'anno 1000, quando si ritiene che sia stata fondata. Alcuni sostengono addirittura che sarebbe stata la stessa chiesa detta di "Santa Maria in Campicaruleonis" nel Catalogo di Cencio Camerario, compilato da Cencio Savelli nel 1192.
Per quanto riguarda il nome della regione, un'ipotesi è che Kaloleo fosse un ufficiale bizantino il cui nome alla fine divenne "Campo Carleo", un nome registrato per la prima volta nel 1461. Un'altra ipotesi è che il nome faccia riferimento al palazzo di un senatore di Roma del IX secolo di nome Carlo Leone.
Alla fine del XV secolo, la chiesa era anche chiamata Santa Maria a Spoglia Cristo poiché all'entrata c'era un bassorilievo di Cristo messo a nudo prima della crocifissione.
La storia narra che papa Sisto V (papa dal 1585 al 1590) si scandalizzò e ordinò che la vecchia immagine fosse sostituita da un affresco di Nostra Signora di Marco Arconio; anche questa in seguito fu sostituita da un'immagine della Madonna con Bambino con San Pietro e Paolo di Tarso, opera di Aureliano Milani..
Un'altra dedica alternativa, registrata nel 1492, era a Gesù Cristo con il titolo di "San Salvatore". Nel XVI secolo l'edificio subì un'importante ristrutturazione.
Nel 1796, la beata Elisabetta Canori Mora si sposò in questa chiesa. Apparentemente ci sono dubbi sulla data della sua demolizione. Hülsen, Lombardi e Armellini citano il 1864, ma sono citati anche il 1862 e il 1884. È certo che papa Pio IX decise di liberare la regione del Foro di Traiano prima del 1870.

## Descrizione

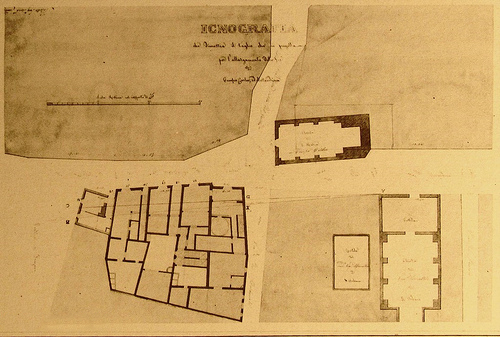
Mappa con le chiese di "Santa Maria" (in alto) e "Sant'Urbano a Campo Carleo" (destra), con la via Alessandrina al centro. La prima fu demolita nel 1864 e la seconda nel 1934.

La pianta della chiesa era rettangolare, ma la facciata era inclinata rispetto all'asse maggiore, quindi la parete sinistra era più corta di quella destra. La chiesa si affacciava su Via Alessandrina, ma la sua facciata non seguiva la linea della facciata degli altri edifici sul lato est della strada all'angolo con Strada dei Conti. Questa strana posizione è la prova evidente della sua origine molto antica. L'edificio è di modeste dimensioni, con la facciata ornata da un frontone triangolare che racchiude un oculo. Anche sopra al portale c'era un timpano sopra al quale, c'era una Vergine con bambini, un affresco in una complessa cornice di stucco; ai lati del dipinto due finestre rettangolari. Non c'era un campanile, ma un piccolo timpano sopra la parete laterale sinistra con una campana.
All'interno c'era una navata semplice, senza navate laterali, e quattro pilastri che sostenevano il soffitto, un arco trionfale e un'abside quadrata con un dipinto della Vergine. C'erano anche delle cappelle laterali. Un altare sulla destra era dedicato a Cristo Salvatore e uno sulla sinistra ai santi Biagio, Rocco, e Sebastiano. Il primo potrebbe essere un ricordo della demolita chiesa di San Salvatore alle Milizie, che si trovava sul lato est della vicina Salita del Grillo fino alla fine del XVI secolo.
Giuseppe Vasi disegnò questa chiesa nel 1756, ma prese grandi libertà con la larghezza della via Alessandrina che era molto più stretta.